# 朱颖
朱颖（1971年11月2日—1999年5月8日），《光明日报》驻南斯拉夫联盟共和国贝尔格莱德记者。中国共产党党员。1999年5月8日在中国驻南斯拉夫大使馆遭美国B-2轰炸机轰炸，与丈夫许杏虎一起死亡。

## 生平
1971年11月2日出生。幼年随同父母在山西省原平县生活，在当地的一个农村小学入学读书。后因父亲朱福来、母亲郭桂琦工作调动到位于山西省太谷县的山西农业大学基础部任日语教师，朱颖转入山西农业大学附属小学、附属中学就读。
1986年9月朱颖考入山西省重点高中——太谷县第一中学。
1989年9月朱颖考入天津轻工业学院工业艺术工程系包装专业。
1991年朱颖父母全家由太谷县的山西农业大学调回北京。
1992年7月朱颖大学毕业分配到北京新世纪信息纸厂工作。
1994年1月调入《光明日报》广告部编辑出版科工作，任美术编辑。先后为《光明日报》的子报《中华读书报》、子刊《书摘》设计形象广告。
1994年初在光明日报报社国际部的老编辑展舒的介绍之下，与在《光明日报》国际部任夜班编辑的许杏虎相识相恋。1995年9月许杏虎公派去贝尔格莱德留学进修塞尔维亚语一年。期满归国后朱颖、许杏虎于1996年9月28日结婚。
1998年的7月22日，许杏虎、朱颖作为《光明日报》驻南斯拉夫贝尔格莱德记者赴任。
1999年5月8日，美国空军B-2轰炸机从美国密苏里州的空军基地起飞，远程奔袭对中国驻南斯拉夫大使馆投下了5枚JDAM制导炸弹，在使馆2楼休息的许杏虎、朱颖被炸身亡。

## 家人
父亲朱福来，1995年外派中国驻日使馆任一等秘书。1999年后任北京市社会科学院研究员、中国中日关系史学会副会长。
母亲郭桂琦，天津人，日语教师。
妹妹朱佳，1977年生，1996年考入北京首都经济贸易大学工商行政管理专业。

## 外部連結
- 光明日报网站：许杏虎朱颖烈士纪念专辑[永久]